# Cruzeiro "antigo"
El Cruzeiro, también conocido como cruzeiro "antiguo", fue la unidad monetaria utilizada en Brasil desde 1942 hasta 1967. Fue la primera moneda que utilizó centavos ya que la unidad monetaria anterior, el Mil-Réis estándar, vigente desde la época colonial, no contemplaba esas divisiones.

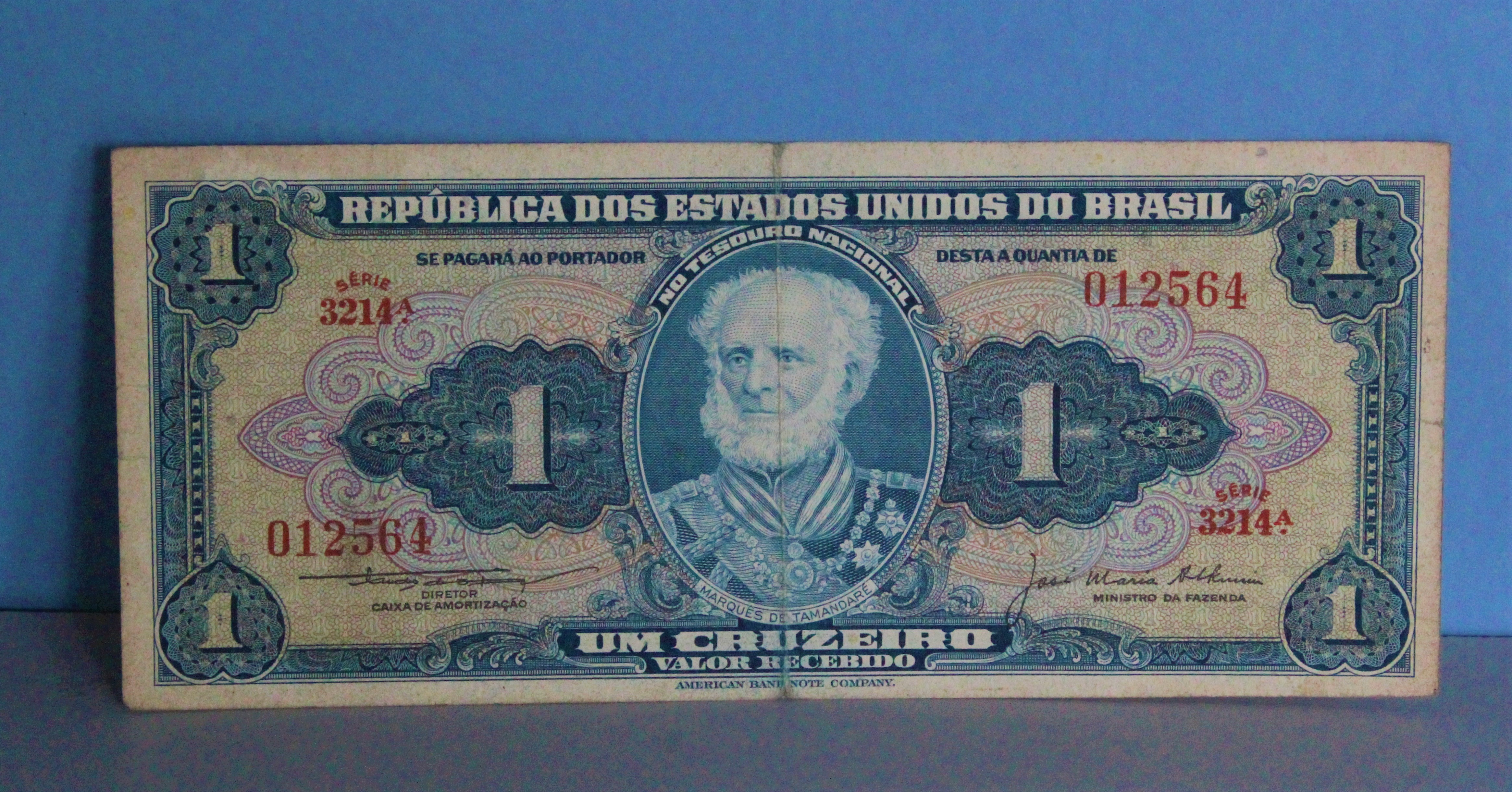
La impresión del billete de un Cruzeiro de 1942, con la efigie del Almirante Tamandaré en un clásico medallón numismático oval.

Esta moneda estuvo en vigor durante el período comprendido entre el 1 de noviembre de 1942 y el 12 de febrero de 1967 cuando, debido al aumento de la inflación que se produjo especialmente en las décadas de 1950 y 1960, tuvo que ser reajustada para una contabilidad más adecuada de las sumas, que eran cada vez mayores debido a la falta de control monetario. 
Debido a esto, se creó la moneda de transición Cruzeiro Novo, que tenía un valor de 1000 cruzeiros "antiguos" y se destinó a la circulación hasta la entrada en circulación de los nuevos billetes, lanzados en 1970 y emitidos por la Casa da Moeda do Brasil.